# Argentré-du-Plessis
Argentré-du-Plessis (bret. Argantred-ar-Genkiz) – miejscowość i gmina we Francji, w regionie Bretania, w departamencie Ille-et-Vilaine.
Według danych na rok 1990 gminę zamieszkiwało 3329 osób, a gęstość zaludnienia wynosiła 80 osób/km² (wśród 1269 gmin Bretanii Argentré-du-Plessis plasuje się na 152. miejscu pod względem liczby ludności, natomiast pod względem powierzchni na miejscu 128.).